# Тумбакович, Любиша
Любиша Тумбакович (серб. Љубиша Тумбаковић; род. 2 сентября 1952, Белград) — югославский футболист, сербский футбольный тренер. Наиболее успешный тренер в истории белгардского «Партизана», с которым завоевал шесть чемпионских титулов и три национальных кубка. С апреля по август 2013 года был главным тренером китайской клуба Суперлиги «Ухань Чжоэр».

## Карьера игрока
Серб по национальности, родился в белградском пригороде Дорчоле в семье служащего ЮНА Миодрага Тумбаковича и домохозяйки Воиславы, там же начал играть в футбол за местную команду «Раднички» (Белград) в 1962 году. Через два года перешёл в более сильную футбольную школу клуба «Партизан» (Белград). В 1970 году когда Тумбаковичу исполнилось 18, он был переведён в основной состав. Несмотря на то, что в официальных играх он не участвовал, игрок сыграл в 45 товарищеских матчах за «Партизан», в которых забил 6 голов. Потом играл в аренде за «Вардар» и «Раднички» из Сомбора. Вернувшись из армии, заболел пневмонией, был вынужден повесить бутсы на гвоздь. Окончил белградскую Электротехническую школу «Никола Тесла» и Высшую школу тренеров в 1982 году.

## Карьера тренера

### «Партизан»
Любиша Тумбакович начал тренерскую карьеру в белградском «Партизане» в 1992 году. В этот период «Партизан» переживал спад, однако после прихода на тренерский мостик Тумбаковичу удалось в дебютном сезоне завоевать чемпионский титул. Всего же за карьеру в «Партизане» Тумбакович шесть раз выигрывал титул, а также трижды побеждал в Кубке. Эти достижения привлекли внимание скаутов из Греции, и Тумбаковича пригласили в АЕК, который под его руководством финишировал третьим.

### Возвращение в «Партизан»
Перед началом сезона 2000/01 Тумбакович вернулся в Сербию, которая за его отсутствие подверглась бомбардировкам НАТО, где вновь возглавил «Партизан». Однако несмотря на успехи во внутреннем чемпионате, когда команда стала чемпионом сезона 2001/02, в Европе успехи были достаточно скромными. Практически после десятилетия в команде, Тумбакович оставил тренерскую карьеру на родине, став одним из самых успешных тренеров в югославском футболе.

### «Шаньдун Лунэн»
В 2003 году Тумбакович некоторое время возглавлял саудовский «Аль-Наср». После этого он переехал в Китай, где перед началом сезона 2004 года стал главным тренером «Шаньдун Лунэн». Тумбакович стал вторым тренером «Шаньдуна» после Слободана Сантрача, который оставил хорошее впечатление, завоевав кубок страны и став серебряным призёром чемпионата. Тумбакович продолжил работу с командой, которая весь сезон рассматривалась в качестве претендента на чемпионский титул, однако по итогам сезона 2005 года завоевала лишь бронзовые медали и не смогла отстоять кубок. В следующем сезоне команде удалось сделать золотой дубль, завоевав кубок и став чемпионом страны. В 2008 году клуб вновь завоевал золотые медали чемпионата.

### Сборная Черногории
Возглавлял сборную Черногории с 2016 года. Уволен за отказ выйти на матч отборочного турнира к чемпионату Европы 2020 против Косово (1:1).

### Сборная Сербии
После увольнения из команды Черногории возглавил сборную Сербии.

## Достижения
«Партизан» (Белград)
- Чемпион Сербии и Черногории (6): 1992/93, 1993/94, 1995/96, 1996/97, 1998/99, 2001/02
- Обладатель Кубка Сербии и Черногории (3): 1993/94, 1997/98, 2000/01

«Шаньдун Лунэн»
- Чемпион Китая (2) : 2006, 2008
- Обладатель Кубка Китая (2): 2004, 2006

Тренер года в Югославии (8): 1992, 1993, 1994, 1996, 1997, 1998, 2002, 2003
Тренер года в Китае (2): 2006, 2008